# Beaufour-Druval
Beaufour-Druval ist eine französische Gemeinde mit 444 Einwohnern (Stand 1. Januar 2022) im Département Calvados in der Region Normandie; sie gehört zum Arrondissement Lisieux und zum Kanton Mézidon Vallée d’Auge.

## Geschichte
Die Gemeinde entstand 1973 durch Zusammenlegung von Beaufour und Druval.

## Bevölkerungsentwicklung
- 1962: 314
- 1968: 317
- 1975: 239
- 1982: 293
- 1990: 323
- 1999: 362
- 2007: 424
- 2016: 441